# Eliza Calvert Hall
Pour les articles homonymes, voir Calvert et Hall.
Eliza Caroline "Lida" Obenchain née Calvert, (11 février 1856 - 20 décembre 1935) est une autrice américaine, défenseur des droits des femmes et suffragette de Bowling Green, Kentucky. Lida Obenchain, écrivant sous le nom de plume Eliza Calvert Hall, est largement connue au début du XXe siècle pour ses nouvelles mettant en vedette une femme veuve âgée, « Tante Jane », qui exprime clairement son opinion sur les personnes qu'elle connait et ses expériences dans le sud rural,. 
Le travail le plus connu de Lida Obenchain est Aunt Jane of Kentucky qui reçoit une notoriété supplémentaire lorsque le président des États-Unis Theodore Roosevelt recommande le livre au peuple américain lors d'un discours, en disant : « Je recommande cordialement le premier chapitre de Aunt Jane of Kentucky comme un tract dans tous les familles où les hommes ont tendance à être égoïstes ou irréfléchis ou dominateurs au mépris des droits de leurs femmes ». 

## Biographie
Eliza Caroline Calvert, fille de Thomas Chalmers Calvert et Margaret (Younglove) Calvert, est née à Bowling Green, Kentucky le 11 février 1856. Elle est connue sous le nom de « Lida » tout au long de sa vie. Le père de Lida, Thomas Chalmers Calvert, est né dans le comté de Giles, au Tennessee, de Samuel Wilson Calvert, un ministre presbytérien, et de son épouse Eliza Caroline (Hall) Calvert. La mère de Lida, Margaret Younglove, est originaire de Johnstown, New York. 
Lida fréquente une école privée locale, puis le Western Female Seminary à Oxford, Ohio. Elle poursuit deux des carrières acceptables pour une femme célibataire de son époque, enseignant à l'école et écrivant de la poésie sentimentale. Elle commence sa carrière professionnelle d'écrivain afin de soutenir sa mère et ses frères et sœurs. Le magazine Scribner's Monthly (en) accepte la publication de deux de ses poèmes en 1879 et lui paye l'équivalent de 600 $ US. Elle continue d'écrire et publie au moins six autres poèmes avant l'âge de trente ans. 
Le 8 juillet 1885, Lida épouse le major William Alexander Obenchain, 44 ans. Obenchain est un natif de Virginie et un vétéran de la guerre de Sécession qui, en 1883, est devenu président de l'Ogden College, une petite école pour hommes à Bowling Green. Lida et William ont quatre enfants : Margery, William Alexander Jr. (Alex), Thomas Hall et Cecilia (Cecil). Ses responsabilités familiales lui laissent un temps limité pour écrire. Sa frustration en tant que femme au foyer non rémunérée la motive à soutenir la cause du droit de vote des femmes et à travailler avec la Kentucky Equal Rights Association (en) (KERA). 

## Droits des femmes et suffrage féminin
Elle est une ardente défenseure du suffrage féminin et des droits des femmes. Elle imagine une époque où « le respect croissant de soi de la femme la fait monter en révolte, et de son conflit et de sa victoire vient une civilisation supérieure pour le monde entier ». 
Lida est impliquée dans les problèmes de suffrage féminin depuis 1897 lorsqu'elle écrit chaque année des articles et d'autres contributions aux conventions de la KERA. Elle collabore fréquemment au Woman's Journal en 1899. Elle est également secrétaire correspondante de l'association de Bowling Green, distribuant de la littérature et voyageant à Nashville, Tennessee, pour présenter des articles. 
En 1899, Elnora Monroe Babcock (en), surintendante des travaux de presse au siège de la National American Woman Suffrage Association, exhorte la KERA à pourvoir un poste de directeur de presse. En 1900, Laura Clay (en), présidente de la Kentucky Equal Rights Association, recrute Lida, alors présidente de la section de Bowling Green, au poste de directrice de presse pour le Kentucky. Alors qu'elle présente aux journaux des articles prêts à imprimer sur le mouvement pour le droit de vote des femmes, une grande partie du matériel qu'elle soumet est de sa propre plume. Dans son rôle de directrice de presse, Lida publie plus de 500 articles dans les journaux du Kentucky en 1901. Le seul journal dans lequel elle n'obtient pas d'espace pour ses articles est le Courier-Journal, dont le rédacteur en chef, Henry Watterson, s'oppose au suffrage des femmes. En 1905, le travail de presse de Lida se développe. Elle soumet 1 974 articles et brochures du syndicat aux journaux, et 15 articles spéciaux sont écrits pour le bureau de presse national et des journaux individuels. 
En plus d'écrire des articles de journaux, les surintendants de la presse d'État écrivent des articles pour le directeur de la presse nationale. Lida contribue fréquemment aux articles de Babcock, à tel point qu'elle commence à plaider pour de plus grandes ressources pour l'aider à répondre aux demandes de travail de presse. Lors de la convention de la National American Woman Suffrage Association à Buffalo, New York, en 1908, Laura Clay reconnaît la diligence de Lida pour le travail de presse, étant donné le nombre accru de journaux sur sa liste de contacts. 
Lida utilise son talent d'écrivaine pour rédiger des articles originaux pour défendre les droits des femmes dans d'autres médias. En 1898, Cosmopolitan publie « Sally Ann's Experience ». L'histoire est réimprimée dans le Woman's Journal, le Ladies' Home Journal et dans des magazines et des journaux internationaux, rendant l'histoire familière aux gens du monde entier. « Sally Ann's Experience » devient la première histoire de Aunt Jane of Kentucky, un recueil de nouvelles publiées en 1907. Il est suivi de The Land of Long Ago en 1909 et Clover and Blue Grass en 1916. Lida publie aussi un court roman, To Love and to Cherish, en 1911. En 1912, Lida écrit un livre sur les tisserands des montagnes du Tennessee, de la Virginie, de la Caroline du Nord et du Kentucky intitulé A Book of Hand-Woven Coverlets. Le livre, l'un des premiers du genre, détaille les dessins et les couleurs des couvertures, un ouvrage qui aide à en faire une forme d'art. 

## Aunt Jane
Dans les milieux littéraires, Lida est connue sous son pseudonyme, Eliza Calvert Hall. En plus de ses commentaires sur le suffrage féminin écrits pour les journaux du Kentucky, elle utilise bon nombre de ses nouvelles pour coder les arguments pour le suffrage féminin. Ceux qui ont lu Aunt Jane of Kentucky, le premier recueil publié de nouvelles de Lida en 1907, observe la sagesse simple de montagnarde de tante Jane sans être pleinement conscients du sous-texte politique contenu dans les histoires. Le président Theodore Roosevelt félicite même publiquement Lida pour cette collection d'histoires courtes mettant en vedette une femme âgée veuve, « Aunt Jane », qui raconte les expériences des habitants d'une ville rurale du sud, nommée Goshen, à une jeune femme visiteuse qui les relayent aux lecteurs. Ce type de dispositif rhétorique, appelé « double récit », est une forme courante de narration à cette époque. 
À l'époque après la guerre de Sécession, les magazines présentent des écrivains qui racontent des histoires avec des dialectes régionaux dans un cadre local. Lida utilise fréquemment ce style de narration dans ses écrits. Elle réussit à utiliser cette technique : The New York Times déclare dans sa critique de Aunt Jane que « tante Jane n'est ni fausse, ni bon marché, ni superficielle, et les histoires qui lui sont mises dans la bouche exhalent le souffle même des vieux jardins et les routes et les champs du comté. »  
Melody Graulich dans le Prologue de la réimpression de 1990 de Aunt Jane note que Lida Obenchain a les relations entre femmes comme un thème majeur de son écriture. L'importance de la relation féminine se reflète également dans son choix du nom de jeune fille de sa grand-mère et de son propre nom de jeune fille comme nom de plume. 
À travers Aunt Jane et les autres personnages de ses histoires, Lida raconte les problèmes rencontrés par les femmes de son temps avec l'imagerie et le symbolisme empruntés aux arts domestiques de la couture, de la cuisine et du jardinage.   

## Dernières années et mort
William Obenchain meurt le 17 août 1916, des suites d'une maladie prolongée. Les responsabilités familiales l'amènent à déménager à Dallas, au Texas, pour prendre soin de sa fille Margery, qui a contracté la tuberculose. Elle continue à écrire, mais ses années d'écrivaine les plus productives sont passées. Après la mort de sa fille en 1923, elle reste au Texas, où elle meurt le 20 décembre 1935. 